# الجامعة الأوروبية في سانت بطرسبرغ
الجامعة الأوروبية في سانت بطرسبرغ  ((بالروسية: Европейский университет в Санкт-Петербурге)‏)، يشار إليها أحيانًا باسم EUSP ، هي جامعة خريجة غير حكومية تقع في سانت بطرسبرغ، روسيا. تأسست عام 1994. تُعرف الجامعة اليوم على نطاق واسع بأنها إحدى المؤسسات الأكاديمية الرائدة في العلوم الإنسانية والاجتماعية في روسيا.
لغة التدريس الرئيسية في الجامعة هي اللغة الروسية. ومع ذلك، أطلق قسم العلوم السياسية وعلم الاجتماع (المرتبة الثالثة في أوروبا الشرقية والأفضل في روسيا في عام 2002 ) في عام 1998 برنامجًا فريدًا في الدراسات الروسية والأوروبية الآسيوية يسمى IMARES  لخريجي الجامعات الغربية، وهو سلمت باللغة الإنجليزية. يجذب الطلاب من جميع أنحاء أوروبا وأمريكا الشمالية.
وبرنامج مماثل على الرغم من أنه يركز بشكل أكبر على التاريخ الثقافي والفنون الروسية يسمى MARCA ، كان موجودًا حتى عام 2017. بدأ برنامج الماجستير الثالث مع تدريب اللغة الإنجليزية، سياسة الطاقة في أوراسيا يسمى ENERPO ، في خريف 2012. بالإضافة إلى ذلك، تقدم الجامعة عددًا من البرامج الدولية الأصغر مع تعليم باللغة الإنجليزية، بدءًا من مناهج «الفصل الدراسي في الخارج» والمدارس الصيفية إلى دورات اللغة الروسية.

## البرنامج والزمالة

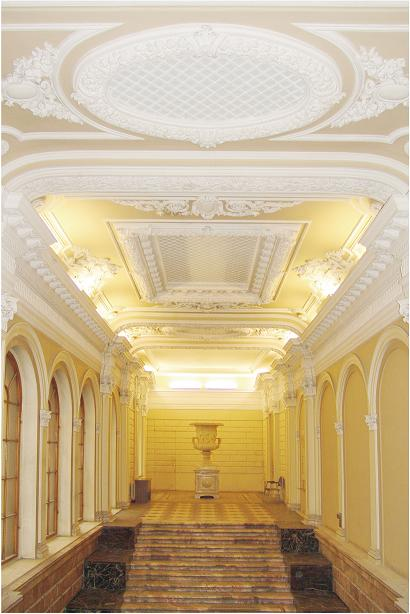
الجامعة الأوروبية في سانت بطرسبرغ ، المدخل الرئيسي

تقدم الجامعة الأوروبية في سانت بطرسبرغ جامعية البكالوريوس في المقام الأول ودرجة الدكتوراه للمرشحين.
تدير الجامعة منهجين - أحدهما موجه للطلاب الناطقين بالروسية والآخر يتم تدريسه باللغة الإنجليزية.
يغطي برنامج الماجستير الذي يدرس باللغة الروسية دراسات في الاقتصاد وعلم الأعراق والتاريخ وتاريخ الفنون والعلوم السياسية وعلم الاجتماع. يتم إصدار شهادات الماجستير في قسم العلوم السياسية وعلم الاجتماع بالاشتراك مع جامعة هلسنكي.
تشمل البرامج الدولية التي تديرها الجامعة وتدرس باللغة الإنجليزية ما يلي:
- IMARES - ماجستير دولي في الدراسات الروسية والأوروبية الآسيوية
- ENERPO - ماجستير دولي في سياسة الطاقة في أوراسيا
- شهادة دراسية، فصل أو فصلين دراسيين، لا تؤدي إلى درجة؛ تقديم نفس اختيار الدورات الدراسية المعتمدة في IMARES أو ENERPO ولكن دون الحاجة إلى إكمال أطروحة ماجستير
- الفصل الدراسي في الخارج: وحدة جامعية في السياسة والتاريخ والثقافة الروسية
- الانتماء البحثي، خيار لأولئك الذين يرغبون في متابعة جدول أعمالهم البحثي، والتفاعل مع أساتذة الجامعة الأوروبية في سانت بطرسبرغ واستخدام مرافق الجامعة الأوروبية في سانت بطرسبرغ
- المدرسة الصيفية في الدراسات الروسية، وهي وحدة تدريس مكثفة تشمل اللغة الروسية والتاريخ والسياسة والثقافة

## حرم الجامعة

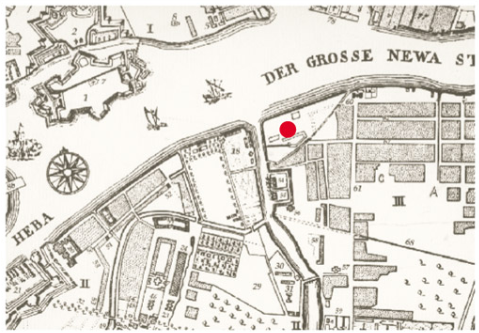
موقع الجامعة الأوروبية في سانت بطرسبرغ على خريطة القرن الثامن عشر

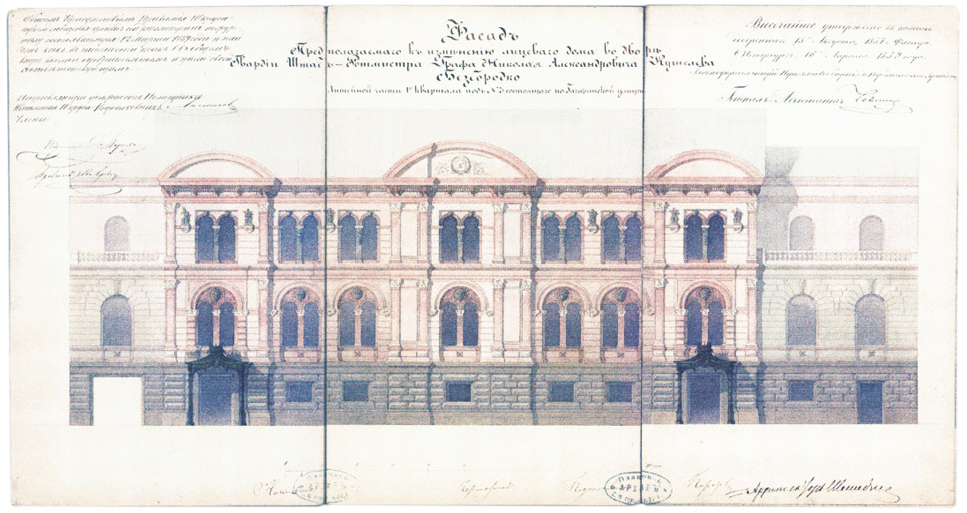
واجهة جديدة لقصر AGKushelev-Bezborodko بواسطة المهندس المعماري E.Schmidt (1859)

منذ تأسيسها، احتلت الجامعة القصر الرخامي الصغير الذي يعود تاريخه إلى القرن الثامن عشر والمعروف أيضًا باسم قصر الكونت إيه جي كوشيليف-بيزبورودكو، عضو مجلس الشيوخ في عهد الإمبراطور الروسي نيكولاس الأول. يقع المبنى في وسط سانت بطرسبرغ بالقرب من نهر نيفا في 3 شارع جاجارينسكايا. يضم جميع مكاتب الجامعة والإدارات وغرف الدراسة والمدرجات ومركز الحوسبة والمكتبة بالإضافة إلى دار النشر بالجامعة.
كما يوجد بالجامعة مكان إقامة للطلاب القادمين من خارج سانت بطرسبرغ. يقع في 21 شارع Zhukovskogo ، في المركز التاريخي للمدينة.

## تاريخ
ولدت فكرة قيام جامعة بنظام التعليم العالي الحكومي المعتاد في روسيا في نهاية الثمانينيات. كانت تلك فترة إحياء للديمقراطية وإلهام رومانسي في البلاد، عندما كان الاتحاد السوفيتي بالفعل في الشفق.
في ذلك الوقت، ناقش العديد من الأشخاص في الدوائر الأكاديمية في سانت بطرسبرغ فكرة إنشاء جامعة جديدة ومستقلة وحرة، من شأنها أن تملأ فجوات نظام التعليم الروسي التقليدي في العلوم الاجتماعية والإنسانية. واعتبرت مثل هذه الجامعة أيضًا أنها تعمل على عكس اتجاه هجرة الأدمغة، وهي ظاهرة ضربت بشدة الأوساط الأكاديمية الروسية في أواخر العهد السوفياتي - أوائل فترة ما بعد الاتحاد السوفيتي.
اقتراح الاسم «أوروبي» ينتمي إلى Leo Klejn ، أستاذ علم الآثار في جامعة ولاية سانت بطرسبرغ، وعضو في مجموعة المتحمسين الذين دفعوا إلى تأسيس الجامعة الأوروبية في سانت بطرسبرغ. في نهاية الثمانينيات من القرن الماضي، كان السياسيون ورجال الدولة والأكاديميون الروس والأمريكيون يناقشون فكرة تأسيس الجامعة الأمريكية في موسكو التي ستتلقى الدعم من الشركات الأمريكية والأفراد. اعتقد ليو كلين أنه بمجرد أن يتم استغلال الأموال الأمريكية بالفعل من قبل موسكو، فإن منافستها التاريخية سانت بطرسبرغ، والمعروفة باسم «نافذة روسيا على أوروبا»،  يجب أن تنشئ «جامعة أوروبية». سيجمع هذا الطموح أفضل الموارد الأكاديمية والمالية من روسيا وأوروبا الغربية.
في بداية التسعينيات ، اتخذ مفهوم الجامعة الأوروبية شكلاً ملموسًا بمشاركة نشطة من أناتولي سوبتشاك، أول عمدة لسانت بطرسبرغ، بوريس فيرسوف ، ثم رئيس فرع سانت بطرسبرغ لمعهد علم الاجتماع، الأكاديمية الروسية العلوم والعديد من المفكرين البارزين في الحياة الثقافية والأكاديمية بالمدينة. منذ ذلك الحين كانت الأحداث الرئيسية في تاريخ الجامعة الأوروبية في سانت بطرسبرغ على النحو التالي.
في 28 نوفمبر 1994 ، تم تسجيل الجامعة لدى سلطات الدولة في سانت بطرسبرغ. تم الاتفاق رسمياً على ميثاق الجامعة واتفاقية تأسيسها وتم إصدارها.

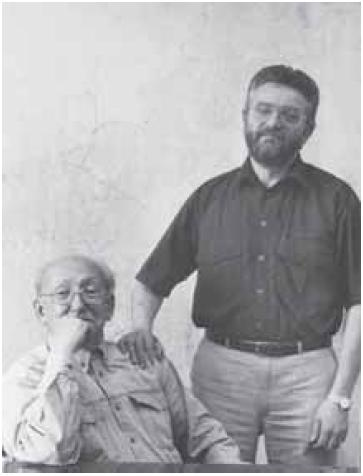
كتب بوريس فيرسوف (على اليسار) ونيكولاي فاختين (على اليمين) المسودة الأولى لمفهوم الجامعة الأوروبية في سانت بطرسبرغ في عام 1992

في ربيع عام 1995 تم التوصل إلى اتفاق بين الجامعة والسلطات البلدية بشأن تخصيص أموال من ميزانية المدينة لتغطية تكاليف إيجار مبنى الجامعة في شارع 3 Gagarinskaya (ثم شارع فورمانوفا) وصيانته.
في خريف عام 1995 ، بدأت الجامعة الأوروبية في سانت بطرسبرغ أول برنامج تعليمي لها، وهو ما يسمى بدورات الدراسات العليا المفتوحة، والتي لم تكن تؤدي إلى الحصول على درجة علمية. في ديسمبر من نفس العام، في إطار برنامج HESP لمؤسسة سوروس، تلقت الجامعة أموالًا لإنشاء غرفة حوسبة ومكتبة.
في كانون الثاني (يناير) 1996 ، قررت الهيئات الإدارية لكل من HESP ومؤسسة Ford ومؤسسة John D. بدأت في وقت لاحق من ذلك العام، في سبتمبر، عندما تم ترخيص أربعة أقسام - الاقتصاد، والإثنولوجيا، والتاريخ، والعلوم السياسية وعلم الاجتماع - لقبول الطلاب في الدورة الأكاديمية الرئيسية لأول مرة.
في سبتمبر 1997 ، بدأ قسم تاريخ الفنون الجديد برنامجه لدورات الدراسات العليا المفتوحة. تم إنشاء أولى المراكز التعليمية والبحثية التابعة للجامعة. قبل قسم العلوم السياسية وعلم الاجتماع الطلاب الأوائل في البرنامج الدولي للدراسات الروسية (IMARS) الذي يدرس باللغة الإنجليزية.
في سبتمبر 2000 ، حدث أول قبول للطلاب في البرنامج الأكاديمي الرئيسي في قسم تاريخ الفنون.
في أغسطس 2002 ، تم تسجيل الجامعة رسميًا في روسيا كمعهد للتعليم المهني الإضافي.
في يوليو 2004 ، تم اعتماد الجامعة رسميًا من قبل الهيئة الفيدرالية الروسية للتحكم في التعليم المهني العالي. منذ تلك اللحظة، تم منح الجامعة الأوروبية في سانت بطرسبرغ الحق في منح خريجيها شهادات معترف بها من قبل الدولة الروسية وتحمل رموز دولة الاتحاد الروسي.
في يوليو 2006 ، حصلت الجامعة الأوروبية في سانت بطرسبرغ على ترخيص حكومي لمنح درجات الدكتوراه.
مايو 2007: أصبحت الجامعة الأوروبية أول مؤسسة للتعليم العالي في سانت بطرسبرغ والثانية فقط في روسيا لإنشاء صندوق هبات، بعد التغييرات في التشريعات الروسية.
في شتاء وربيع 2008 ، كانت الجامعة تعيش «حالة صاخبة لانتهاك قواعد السلامة من الحرائق»، والتي اعتبرت مثالاً على الضغط السياسي الذي مورس على الحرية الأكاديمية في روسيا. تمت تغطية الوضع على نطاق واسع في كل من وسائل الإعلام الروسية والغربية.
في عام 2016 ، فقدت الجامعة اعتمادها بعد أن أجرت الخدمة الفيدرالية للإشراف في التعليم والعلوم تدقيقاً وكشفت عن عدة انتهاكات في سلسلة من الوثائق المصاحبة للعملية الأكاديمية. من غير الواضح ما إذا كان الاعتماد قد أعيد، لكن الجامعة قالت إنها تتوقع أن يتم ذلك في وقت لاحق من العام.

### ضغوط سياسية وإغلاق مؤقت في فبراير / مارس 2008
في عام 2007، تلقت الجامعة منحة قدرها 700000 يورو من المفوضية الأوروبية لمشروع يهدف إلى تحسين مراقبة الانتخابات في روسيا. أثار ذلك انتقادات شديدة لأنشطة الجامعة من قبل الحكومة الروسية. بعد الإبلاغ عن تهديد من مسؤول حكومي، أغلقت الجامعة المشروع الممول من المفوضية الأوروبية في 31 يناير 2008.
بعد فترة وجيزة، وبعد فحص السلامة من الحرائق، تم إغلاق الجامعة الأوروبية بحكم صادر عن محكمة سانت بطرسبرغ  لمدة ستة أسابيع من 7 فبراير 2008 حتى 21 مارس 2008،  رسم احتجاجات الطلاب والموظفين وكذلك المجتمع الأكاديمي الروسي والدولي الأوسع. أخيرًا، اعتبرت المحكمة الامتثال للوائح الحريق كافياً، واستأنفت الجامعة الدراسة في 24 مارس 2008. تمكن الطلاب من إنهاء الفصل الدراسي في الوقت المحدد. منذ ذلك الحين ظلت الجامعة مفتوحة وواصلت عملها الأكاديمي كالمعتاد.
تمت تغطية أحداث ربيع عام 2008 في فيلم Pugovka (زر باللغة الروسية) من إنتاج Iliya Utekhin ، أستاذ الأنثروبولوجيا في الجامعة الأوروبية في سانت بطرسبرغ. تم عرض الفيلم في سانت بطرسبرغ ثم في برلين في عام 2011، خلال الاجتماع الأوروبي الثالث لخريجي الجامعة الأوروبية في سانت بطرسبرغ.
اليوم، تحافظ الجامعة الأوروبية في سانت بطرسبرغ على علاقة جيدة مع مستويات مختلفة من الحكومة والإدارة، كما يتضح من خلال زيارة واجتماع وزير التعليم والعلوم الروسي Andrei Fursenko  مع أعضاء هيئة التدريس والطلاب في الجامعة الأوروبية في سانت بطرسبرغ في 4 يونيو 2009 ومن خلال خطاب نائب حاكم سانت بطرسبرغ ميخائيل أوسيفسكي  في حفل افتتاح العام الدراسي في 7 سبتمبر 2009. في حفل مماثل في 5 سبتمبر 2011، استقبل نائب رئيس لجنة سانت بطرسبرغ للعلوم والمدرسة العليا ألكسندر ماتفييف أعضاء هيئة التدريس والطلاب في الجامعة الأوروبية في سانت بطرسبرغ.

## الإدارة والتنظيم
مائة وثمانون طالبًا (ثلاثون منهم من خارج روسيا) درسوا في هيئة تدريس تضم 50 أستاذًا ومحاضرًا خلال العام الدراسي 2007-2008.

### المنظمات

#### الهيئات الرئاسية

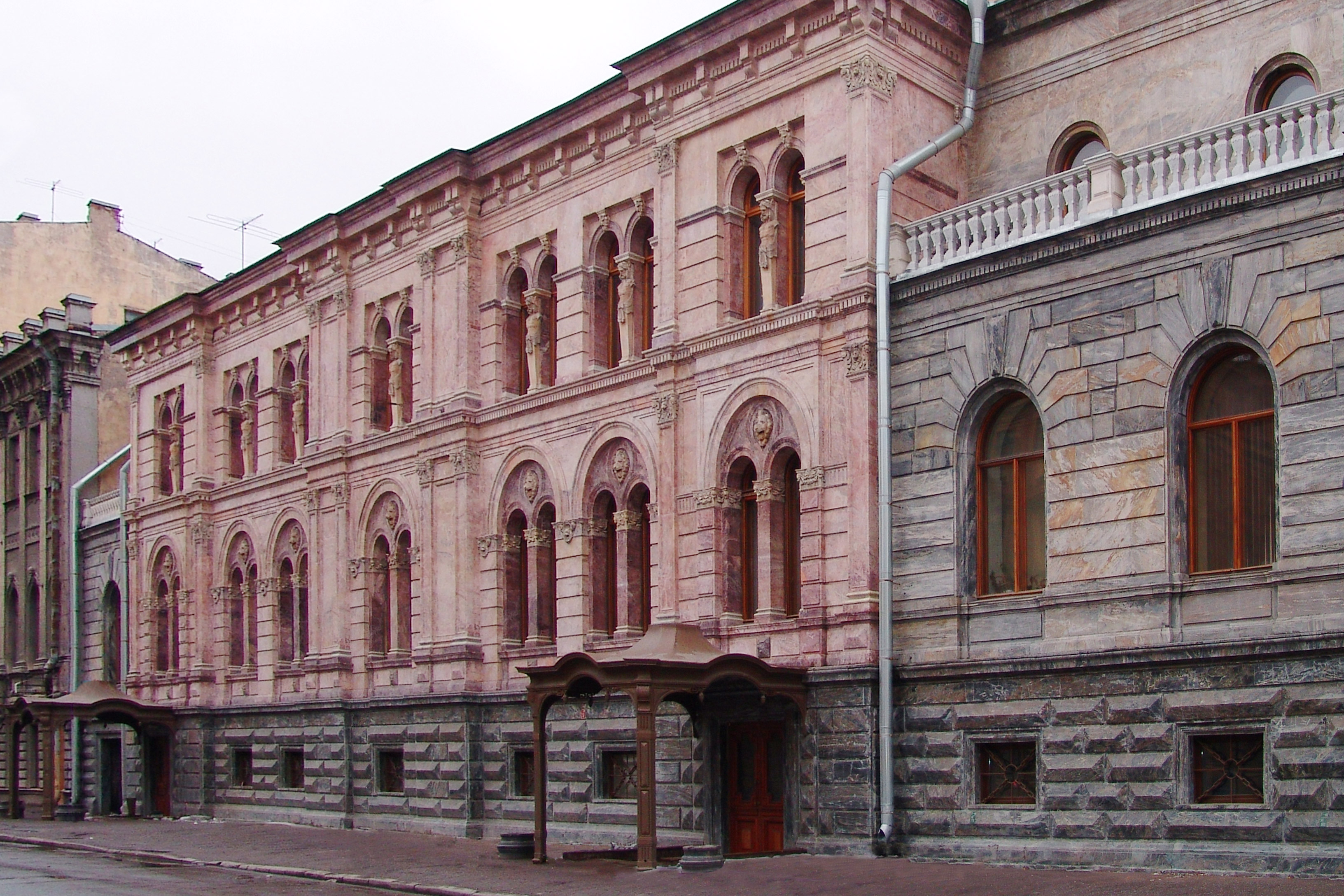
مبنى الجامعة الأوروبية في سانت بطرسبرغ في القرن الحادي والعشرين

تخضع الجامعة الأوروبية فعليًا لثلاثة مجالس: إدارة الجامعة، برئاسة رئيس الجامعة (الرئيس)؛ المجلس الأكاديمي؛ ومجلس الأمناء. رئيس الجامعة الأوروبية هو المسؤول اليومي للمؤسسة، ويتم انتخابه لمدة ثلاث سنوات من قبل المجلس الأكاديمي، رهنا بموافقة مجلس الأمناء.
شغل ثلاثة رجال منصب رئيس الجامعة منذ تأسيس الجامعة:
- 1995-2003: الدكتور بوريس فيرسوف ، عالم اجتماع معروف والشخصية المركزية في تأسيس الجامعة الأوروبية في سانت بطرسبرغ
- 2003-2009: الدكتور نيكولاي فاختين، أستاذ في علم اللغة الاجتماعي، مؤلف مشارك في «مفهوم الجامعة الأوروبية في سانت بطرسبرغ» الأولي، شغل فترتين كرئيس
- يونيو 2009 - يونيو 2017: الدكتور أوليج خاركوردين، أول رئيس حاصل على درجة الدكتوراه في الغرب (العلوم السياسية، جامعة كاليفورنيا ، بيركلي)، ونائب رئيس الجامعة السابق للتنمية والذي بدأت الجامعة تحت رعايته في إنشاء وقفها.[15]
- يونيو 2017 - أغسطس 2018: تولى الدكتور نيكولاي فاختين المنصب مرة أخرى كرئيس مؤقت للجامعة.
- سبتمبر 2018 - الوقت الحاضر: الدكتور فاديم فولكوف، عالم اجتماع معروف ورئيس معهد الأبحاث لسيادة القانون.

#### الإدارات
تضم الجامعة الأوروبية ستة أقسام:
- قسم الأنثروبولوجيا (قبل 2008 - قسم الإثنولوجيا)
- قسم التاريخ
- قسم تاريخ الفن
- قسم العلوم السياسية
- قسم علم الاجتماع
- قسم الاقتصاد

#### البرامج الدولية
تقدم الجامعة الأوروبية في سانت بطرسبرغ برامج باللغة الإنجليزية:
- للطلاب الجامعيين
  - الفصل الدراسي الجامعي في روسيا - فصل دراسي واحد وما يصل إلى 5 دورات في السياسة والاقتصاد والمجتمع والفنون والتاريخ الروسي
- لطلاب الدراسات العليا
  - IMARES - برنامج درجة الماجستير لمدة عام في الدراسات الروسية والأوروبية الآسيوية
  - IMARES PLUS - برنامج درجة الماجستير لمدة عامين في الدراسات الروسية والأوروبية الآسيوية مع خيارات في الثقافة الروسية ودورات إلزامية في اللغة الروسية (أو الإنجليزية) وسلسلة ورش عمل
  - ENERPO - برنامج درجة الماجستير لمدة عام واحد في سياسة الطاقة في أوراسيا
  - ENERPO PLUS - برنامج درجة الماجستير لمدة عامين في سياسة الطاقة في أوراسيا مع خبرة عملية ودورات إلزامية في اللغة الروسية (أو الإنجليزية)
  - MARCA - برنامج درجة الماجستير لمدة عام واحد في التاريخ الثقافي الروسي والفنون (من سبتمبر 2016، تم دمج MARCA مع IMARES)
  - الانتماء لبحوث الدكتوراه

#### مراكز البحث والتدريب
- مركز تدريب المحفوظات
- مركز التاريخ البيئي والتكنولوجي
- مركز الدراسات الأوروبية

- مركز البحوث الإثنولوجية الميدانية
- مركز الحوسبة
- دراسات النوع
- معهد سيادة القانون

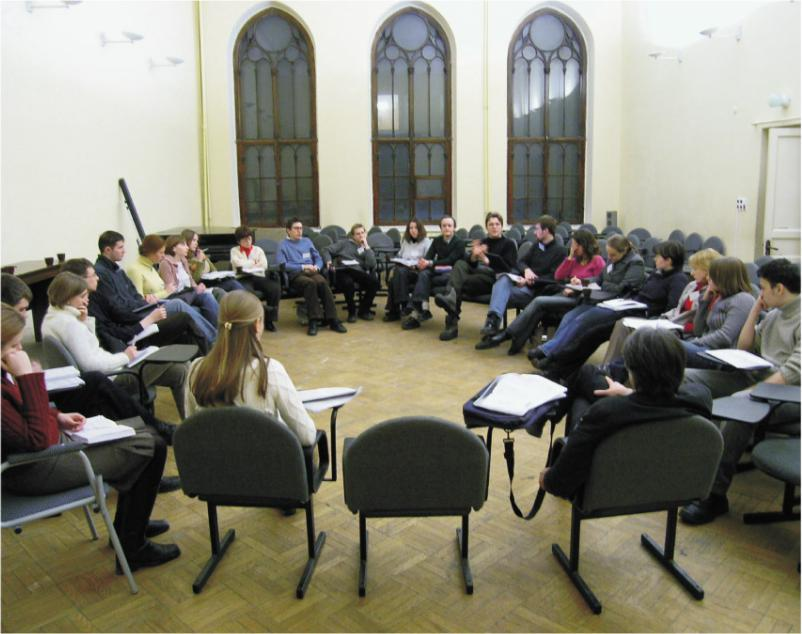
مناظرات بقاعة المؤتمرات 2004

- المركز المشترك بين الإدارات «Res publica»
- المركز المشترك بين الإدارات «بطرسبورغ اليهودية»
- مركز اللغات
- مركز التاريخ الشفوي
- برنامج «ماجستير تنفيذي في الفلسفة»
- برنامج «تعزيز الدراسات الاجتماعية للتعليم في روسيا»
- مركز دراسات العلوم والتكنولوجيا (STS)

### الوقف وجمع التبرعات
منذ تأسيسها، تم دعم نشاط الجامعة من بين أمور أخرى من خلال التبرعات المالية من حكومة البلدية ودوما سانت بطرسبرغ، ومؤسسة جون د. وكاثرين تي ماك آرثر،  مؤسسة فورد، برنامج دعم التعليم العالي الدولي (HESP ، معهد المجتمع المفتوح وشبكة مؤسسات سوروس)،  TACIS / TEMPUS ، INTAS ، مؤسسة سبنسر،  مؤسسة كارنيجي، ZEIT-Stiftung Ebelin und Gerd Bucerius الألمانية وFritz Thyssen Stiftung ، المؤسسة الروسية البحوث الأساسية (РФФИ ) والمؤسسة الروسية للعلوم الإنسانية (РГНФ ).
بعد سن القانون الفيدرالي الروسي بشأن أوقاف المنظمات غير التجارية، كانت الجامعة الأوروبية في سانت بطرسبرغ هي الثالثة في روسيا والأولى في سانت بطرسبرغ التي تسجل صندوق الهبات الخاص بها (في 7 مايو 2007). يعتبر وقف الجامعة حاليًا من أكبر الأوقاف في البلاد.

## مكتبة

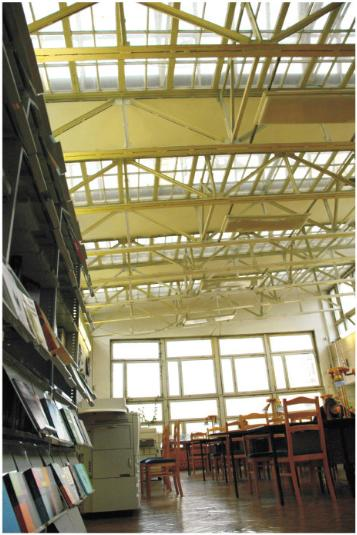
مكتبة الجامعة

تحتوي مكتبة الجامعة على حوالي 50000 مجلد مسجل متاح على أساس الوصول المفتوح. على الرغم من حجم البوتيك وفقًا للمعايير الدولية، يمكن القول إن المكتبة هي أفضل مجموعة في سانت بطرسبرغ من كتب الدراسات الاجتماعية والعلوم الإنسانية المنشورة باللغة الإنجليزية. كما أصبحت من أفضل المكتبات المتخصصة في روسيا.
بالإضافة إلى مجلدات الكتب والمجلات، توفر المكتبة وصولاً سهلاً إلى موارد الشبكة والمنشورات على الأقراص الضوئية وأشرطة الصوت والفيديو، فضلاً عن قواعد البيانات الرقمية كاملة النصوص باللغات الروسية والأجنبية مثل EBSCO وJSTOR و Science Direct والمحفوظات البنك الدولي، مطبعة جامعة كامبريدج ، مطبعة جامعة أكسفورد، مشروع الكتاب الإلكتروني التاريخي للمجلس الأمريكي للمجتمعات المتعلمة (ACLS)، وغيرها الكثير.
يمكن لطلاب الجامعة الأوروبية أيضًا الاستفادة من موارد المكتبة الوطنية لروسيا، وهي أقدم مكتبة عامة في الدولة وتقع في سانت بطرسبرغ. يقع المبنى الرئيسي على بعد حوالي 30 دقيقة فقط سيرًا على الأقدام من مبنى الجامعة الأوروبية في سانت بطرسبرغ عبر وسط المدينة التاريخي. تحتوي المكتبة الوطنية على أكثر من 35 مليون مجلد باللغات الروسية والأجنبية، بما في ذلك أكثر من 15 مليون كتاب، وحوالي 13.1 مليون مجلة و 617000 اشتراك سنوي في الصحف. يتطلب الوصول إلى مواردها، مع ذلك، تسجيل منفصل في المكتبة الوطنية.

## EUPress

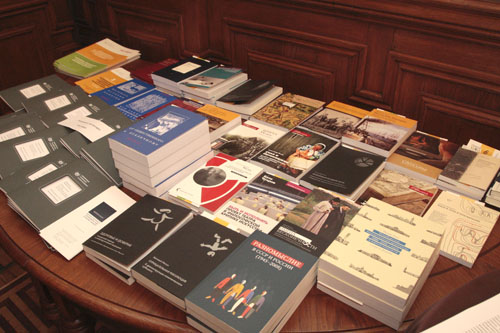
بعض الكتب التي نشرتها EUPress

منذ تأسيس الجامعة الأوروبية في سانت بطرسبرغ كان لديها دار نشر خاصة بها، EUPress ، وهي حقيقة رائعة تميز الجامعة بين أقرانها الروس. يدعم المنزل بشكل أساسي النشاط العلمي للجامعة، من خلال نشر أكثر الأبحاث تقدمًا التي أنتجها أعضاء هيئة التدريس والطلاب بالجامعة. ومع ذلك، تقبل دار النشر أيضًا مخطوطات من مؤلفين غير منتسبين رسميًا لـ الجامعة الأوروبية في سانت بطرسبرغ. الكتب، على عكس أوراق العمل، وما إلى ذلك، تم نشرها من قبل EUPress منذ عام 2000، وحتى الآن ظهرت أكثر من 90 طبعة في العلوم الاجتماعية والإنسانية. يستهدف التوجه الموضعي للكتب المنشورة كلاً من المجتمع العلمي والجمهور الأوسع المهتم بالبحث الاجتماعي الحديث. منذ كانون الأول (ديسمبر) 2009، تدير EUPress مكتبة على الإنترنت.

## الخريجين
على الرغم من كونها جامعة شابة، فقد أنتجت الجامعة الأوروبية في سانت بطرسبرغ بالفعل عددًا من الخريجين الاستثنائيين. واصل بعضهم العمل في الأوساط الأكاديمية، ومتابعة المزيد من الدراسات وإجراء البحوث والتدريس في المؤسسات الروسية والأوروبية والأمريكية. أكسفورد، هارفارد، ييل، CERGE-EI في براغ، جامعة شيكاغو، معهد الجامعة الأوروبية (فلورنسا، إيطاليا)، معهد ماكس بلانك لدراسة المجتمعات (كولونيا، ألمانيا) ليست سوى عدد قليل من المدارس الدولية الشهيرة التي قبلت خريجي الجامعة الأوروبية في سانت بطرسبرغ. تابع الخريجون الآخرون مسيرة مهنية في الحكومة الروسية والشركات والمنظمات الدولية مثل البنك الدولي والأمانة العامة للأمم المتحدة في نيويورك ووزارة الخارجية الأمريكية والمفوضية الأوروبية.

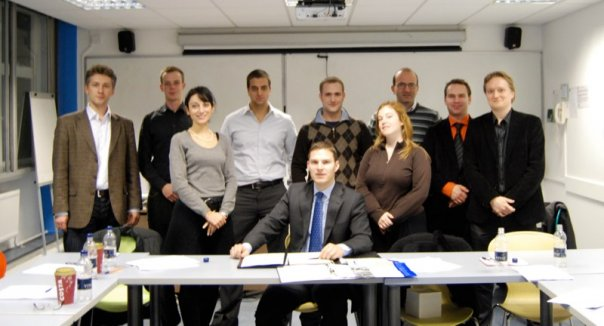
مؤسسو الجامعة الأوروبية في سانت بطرسبرغ Alumni (أوروبا) e. V. في LSE ، 15 نوفمبر 2008

منذ أن غادرت دفعة التخرج الأولى مباني الجامعة، تعمل رابطة غير رسمية من الخريجين. إن تقدم برنامج IMARS في الدراسات الروسية يعني أن العلاقة كانت دولية أيضًا.
في خريف عام 2008، تم تأسيس الفرع الأوروبي لجمعية الخريجين رسميًا كجمعية خيرية "European University at Saint Petersburg Alumni (Europe) e. V. "  في لندن، المملكة المتحدة. تم عقد الاجتماع الافتتاحي لمؤسسيها ومجلس إدارتها في 15 نوفمبر 2008 في كلية لندن للاقتصاد والعلوم السياسية. الجمعية هي إطار مؤسسي وقانوني للخريجين المقيمين في أوروبا لاستكمال شبكة الخريجين الدولية الحالية. تم تسجيلها بموجب القانون الألماني لتكون قادرة على جمع التبرعات المعفاة من ضريبة الدخل من 14 دولة أوروبية على الأقل (ألمانيا، المملكة المتحدة، فرنسا، سويسرا، هولندا، أيرلندا، بولندا، بلجيكا، إيطاليا، لوكسمبورغ، رومانيا، بلغاريا، سلوفاكيا، المجر؛ عبر شبكة Transnational Giving Europe ) لـ الجامعة الأوروبية في سانت بطرسبرغ وأعضائها. هذه الجمعية مفتوحة لجميع الخريجين المقيمين في أوروبا (ليس فقط الاتحاد الأوروبي) بالإضافة إلى الأعضاء الداعمين الآخرين وهي وسيلة لتمثيل الخريجين في مواجهة الجامعة الأوروبية في سانت بطرسبرغ والمانحين والجمهور، ونشاط المجتمع المدني على مستوى القاعدة ولأجل الصياغة الديمقراطية للمواقف. كما تسعى جاهدة لتحسين شبكة الخريجين غير الرسمية وجني الفوائد للأعضاء، بما في ذلك تنظيم أنشطة الخريجين.
في ربيع 2009 الجامعة الأوروبية في سانت بطرسبرغ Alumni Europe e. أطلق V. برنامج منح السفر الخاص به لطلاب الجامعة الأوروبية في سانت بطرسبرغ، والذي ظل يعمل باستمرار منذ ذلك الحين بفضل التبرعات السخية من الخريجين والداعمين في أوروبا وروسيا والولايات المتحدة.